# Patience Wheatcroft
Patience Jane Wheatcroft, baronne Wheatcroft (née le 28 septembre 1951) est une journaliste britannique et pair à vie.
Elle est rédactrice en chef du Wall Street Journal Europe. Elle quitte ce poste en devenant pair. Elle est auparavant rédactrice en chef du journal The Sunday Telegraph. Elle démissionne de ce poste en septembre 2007 après dix-huit mois de travail et quitte temporairement le journalisme.

## Carrière
Wheatcroft fait ses études à la Wolverhampton Girls' High School et à l'Université de Birmingham (LLB, Law, 1972). Elle et son mari, Tony Salter, lancent le magazine spécialisé Retail Week en 1988, et Wheatcroft en est consultante éditoriale jusqu'en 1992.
Elle travaille pour plusieurs journaux nationaux, dont le Daily Mail, le Sunday Times et le Daily Telegraph. Après avoir été rédactrice en chef adjointe de The Mail on Sunday, elle est nommée rédactrice en chef des affaires et de la city du Times en 1997, puis rédactrice en chef du Sunday Telegraph en mars 2006.
Wheatcroft remporte le Wincott Senior Journalist of the Year Award en 2001 et en 2003 est nommée London Press Club Business Journalist of the Year.
Elle démissionne de son poste de rédactrice en chef du Sunday Telegraph le 4 septembre 2007, étant remplacée par Ian MacGregor, qui était jusqu'alors rédacteur en chef adjoint du Daily Telegraph.

## Postes d'administratrice
Du 1er janvier 2008 à 2009, Wheatcroft est administratrice non exécutive de Barclays plc. Du 27 février 2008 à 2009, elle est administratrice non-exécutive de Shaftesbury plc, une société d'investissement immobilier britannique avec des actifs dans le centre de Londres.
Le 8 mai 2008, elle est nommée à la tête du Panel d'audit judiciaire nouvellement créé par le nouveau maire de Londres, Boris Johnson. Le panel est chargé de surveiller et d'enquêter sur la gestion financière de la London Development Agency et de l'Autorité du Grand Londres.
Le 30 juillet 2010, le Premier ministre David Cameron nomme Wheatcroft au conseil d'administration du British Museum.
Le 22 décembre 2010, Wheatcroft est créée pair à vie en tant que baronne Wheatcroft, de Blackheath dans le quartier londonien de Greenwich. Elle siège à la Chambre des lords comme pair conservateur, après avoir été une militante de longue date du parti, jusqu'en novembre 2019, mais siège maintenant en tant que pair non affilié,,.

## Vie privée
Wheatcroft est mariée et mère de trois enfants. Son mari éditeur, Tony, est un militant du Parti conservateur œuvrant dans les quartiers londoniens de Greenwich et Lewisham.